# Chépica
Chépica este un târg și comună din provincia Colchagua, regiunea O'Higgins, Chile, cu o populație de 14.425 locuitori (2012) și o suprafață de 503,4 km2.